# E pluribus unum

E pluribus unum được bao gồm trong Đại ấn của Hoa Kỳ, là một trong những khẩu hiệu của quốc gia tại thời điểm tạo ra con dấu. Đại ấn của Hoa Kỳ với con đại bàng đầu trắng ngậm dải ruy băng có viết “E pluribus unum”. Trước ngực là tấm khiên đại diện Mười ba thuộc địa, cành olive bên trái đại diện cho sự yêu chuộng hoà bình của nhân dân Mỹ, bó mũi tên bên phải đại diện cho ý chí bảo vệ quốc gia bằng sức mạnh.

E pluribus unum (/ˈiː ˈplʊərɪbəs ˈjuːnəm/; tiếng Latinh: [ˈeː ˈpluːrɪbʊs ˈuːnũː]) — Tiếng Latinh nghĩa là " Chúng ta là một" (cũng được dịch là "Một trong tất cả" hay "Một từ tất cả") — là một phuơng châm 13 chữ của Hoa Kỳ, xuất hiện trong Đại ấn cùng với Annuit cœptis (tiếng Latinh nghĩa là "[Thiên Chúa] ủng hộ chủ trương của chúng tôi") và Novus ordo seclorum (tiếng Latinh nghĩa là "Trật tự thế giới mới"), và được thông qua bởi một đạo luật của Quốc hội Hoa Kỳ vào năm 1782. Mặc dù không được công nhận chính thức, E pluribus unum được coi là phương châm chính thức của Hoa Kỳ trong thời kỳ đầu mới thành lập. Năm 1956, Quốc hội Hoa Kỳ đã thông qua đạo luật (Nghị quyết H. J. 396), sử dụng "In God We Trust" làm phương châm chính thức.

## Ý nghĩa

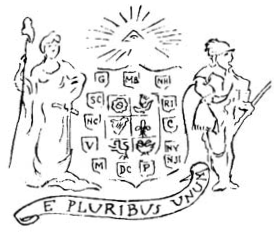
Bản gốc thiết kế năm 1776 cho Con dấu vĩ đại của Simitiere. Các lá chắn với 13 chữ cái đầu của các thuộc địa liên kết với nhau với phương châm.

Ý nghĩa của cụm từ E pluribus unum bắt nguồn từ việc Hoa Kỳ được thành lập từ Mười ba thuộc địa đầu tiên. Nó được trang trí trên cuộn giấy và ngậm trong mỏ con đại bàng trên Đại ấn Hoa Kỳ.